# Саніслеу
Саніслеу (рум. Sanislău) — село у повіті Сату-Маре в Румунії. Адміністративний центр комуни Саніслеу.
Село розташоване на відстані 459 км на північний захід від Бухареста, 45 км на захід від Сату-Маре, 135 км на північний захід від Клуж-Напоки.

## Населення
За даними перепису населення 2002 року у селі проживали 3193 особи.
Національний склад населення села:
| Національність            | Кількість осіб | Відсоток |
| ------------------------- | -------------- | -------- |
| угорці                    | 1629           | 51,0%    |
| румуни                    | 1185           | 37,1%    |
| цигани                    | 292            | 9,1%     |
| німці                     | 72             | 2,3%     |
| не вказали національність | 5              | 0,2%     |

Рідною мовою назвали:
| Мова                  | Кількість осіб | Відсоток |
| --------------------- | -------------- | -------- |
| угорська              | 1987           | 62,2%    |
| румунська             | 1186           | 37,1%    |
| німецька              | 9              | 0,3%     |
| не вказали рідну мову | 5              | 0,2%     |